# Henry Siqueira
Henry-Georges Siqueira-Barras (Rio de Janeiro, 15 gennaio 1985) è un ex calciatore svizzero di origini brasiliane, di ruolo difensore.

## Carriera
Nato in Brasile da padre svizzero e madre brasiliana, ha iniziato la sua carriera nelle giovanili del Rapid Lugano e del Lugano. Il 29 ottobre 2003 debutta tra i professionisti con il Grasshoppers. Per la seconda metà della stagione è stato poi ceduto in prestito al Winterthur.
Il 14 gennaio 2013 rescinde il contratto col Chiasso a causa di persistenti problemi fisici, non risolvibili nel breve periodo.